# Montana Travler
Montana Travler är en relativt nyutvecklad hästras som härstammar från delstaten Montana i USA. Rasen började födas upp av Tom Eaton och baseras på hästar som härstammar från hingsten Hambletonian 10, stamhingsten för den amerikanska travaren. Montana Travler-hästar är alltid "gaitade", dvs att de besitter en extra gångart utöver de normala tre, i detta fall "running walk" som de ärvt av Tennessee walking horse, den hästras som använts främst under Montana Travlerns utveckling. 

## Historia

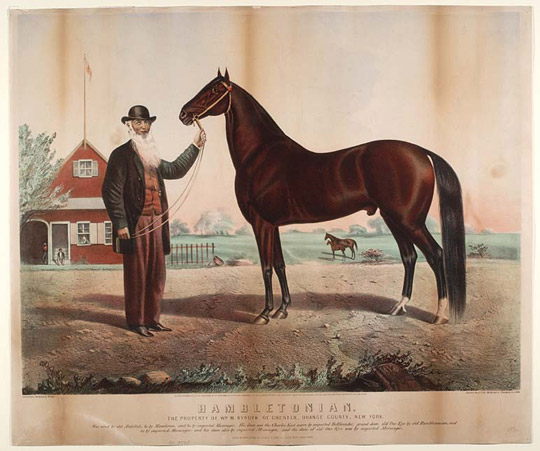
Montana Travler-hästen baserades på avkommor från hingsten Hambletonian 10. Illustration från 1866 föreställande Hambletonian.

Aveln av Montana Travler går tillbaka till 1930-talet när Tom Eaton fick ett sto i gåva av A.W Johnson. Detta sto var en korsning mellan engelskt fullblod och en häst som var direkt avkomma från hingsten Hambletonian 10, som i sin tur var en avkomma från fullblodshingsten Messenger. Messenger var bland annat stamhingst i utvecklingen av Norfolktravaren, den amerikanska travaren och Shaleshästen. 
Tom Eaton betäckte detta sto med en hingst vid namn "Muggs", som även han var en avkomma från Hambletonian-linjen. Tom spred blodslinjerna något genom att köpa ett american saddlebredsto vid namn "Forced Melody" från Illinois, och ytterligare en hingst som var korsning saddlebred och morganhäst. Han lät sina hästar gå fritt på ägorna medan han själv åkte iväg för att delta i andra världskriget. 
När Tom återvände till sin farm 1946 hade han fått 45 avkommor att rida in. Han påstod själv att inte en enda av dem försökte bocka av honom under inridningen. Från slutet av 1940-talet och ända in på 1970-talet utavlades Tom Eatons hästar med fler gångartsraser, som exempelvis Tennessee walking horse som fick främst inflytande på Montana Travler och som även gav rasen den unika gångarten. Även typiska ranchhästar som morganhäst och quarterhäst användes i aveln för att göra hästarna flexibla. Den mest lyckade korsningen gjorde Tom Eaton mellan en av alla de framkorsade ston han hade och en tennesse walking-hingst. Avkomman kallades "Montana Travler (A1)" och blev stamhingst för hela rasen. Hingsten var fuxfärgad, 160 cm i mankhöjd och kunde komma upp i hastigheter på ca 15 km/h under running walk. 
Tom gav de nya hästarna namnet Montana Travler och 1979 startade han själv den första föreningen för rasen, "The Montana Travler Horse Association". 1984 blev Tom Eaton hedrad av senatorn John Melcher för sitt arbete inom hästaveln och för att hans hästar var den första unika rasen som avlats fram i staten Montana. Montana Travler-hästarna blev även vald till statens officiella ras 1989. Sedan föreningens start 1979 har det registrerats ca 570 hästar, ett relativt stort antal på så kort tid.

## Egenskaper
Tom Eaton satsade själv på hästar som hade en utmärkt kroppsbyggnad för just ridning och avlade bara på de avkommor som hade en bra överlinje, dvs framträdande manke och en rygg som var byggd så att sadlar skulle sitta perfekt. Än idag är dessa hästar utmärkta och flexibla ridhästar som används till både showridning, distansritt och även ridsport i viss utsträckning. Den unika gångarten, kallad "running walk", är mycket bekväm för ryttaren att rida. Inkorsningar med quarterhäst och morganhäst har även gett en häst som är utmärkt för rancharbete. Montana Travlerhästarna har även avlats för att vara lugna och arbetsvilliga och fungerar för ryttare på de flesta nivåer. 
För att kunna registreras som en Montana Travler måste hästarna möta dessa kriterier: 
- Hingstar måste kunna spåras tillbaka till stamhingsten "Montana Travler", och i och med det även Hambletonian, genom minst en av föräldrarna. Sedan 2005 blir dock hingstarna automatiskt godkända om båda föräldrarna är registrerade Montana Travlers.
- Hingstar bedöms under sadel i ett ridprov.Hästen måste vara minst 3 år och inriden och kunna visa upp den karaktär som eftersöks.
- Ston behöver inte gå tillbaka till stamhingsten, men måste hålla högsta kvalitet för att få registreras, om inte båda föräldrarna är registrerade.
- Hästen måste besitta Running walk-gångarten.
- Registreringen måste godkännas av tre direktörer från föreningen "TMTHA".

Montana Travler-hästen är en ganska liten och lätt häst med en mankhöjd på ca 150-160 cm, även om detta kan varieras något. Hästarna är något kompakt byggda med lågrektangulär kroppsbyggnad. Hästen har ett gott bröstdjupt, en välmusklad rygg och starka ben. Huvudet är finskuret med rak nosprofil och halsen är välbyggd. Hästarna är uthålliga och lätta att rida och träna och kan hanteras av de flesta, även ungdomar och äldre barn. Hästarnas extra gångart är vägvinnande och snabb och beror främst på att hästen har starka länder. Gångarten och härkomsten i bergiga regioner gör även hästen säker på foten.